# Patricia Rose Sebert
Patricia Rose Sebert (Michigan City, Indiana USA, 1956. március 17. –), ismertebb nevén Pebe Sebert amerikai énekesnő és dalszövegíró; a pop énekesnő, Kesha édesanyja. Legismertebb dala az Old Flames Can't Hold a Candle to You, amit a  country énekes Dolly Partonnal együtt írt.

## Élete

### Korai évek
Michigan Cityben, Indiana államban született 1956. március 17-én. Apja német, anyja magyar felmenőkkel rendelkezett. Már fiatal korában is írt dalokat és tagja volt egy country bandának is. Apja 

### Családanyaként
Egyedülálló anyaként nem csak magát, hanem Kesha-t és két másik gyermekét, Louie-t és Lagan-t is el kellett tartania. A megélhetésért haknizásokat vállalt, pénz-és étel adományokból éltek. Nehéz volt egyszerre a gyerekeire is figyelnie és a színpadon énekelnie. Volt, hogy Kesha lányát gitártokba helyezte, amíg előadott. Egy Bob Chambelain nevű férfi, aki állítása szerint Kesha apja, 2011-ben a Star Magazine-ban nyilatkozott arról, hogy lánya 19 éves koráig kapcsolatban álltak egymással. Ezt képekkel és levelekkel igazolta. Pebe gyakran magával vitte gyerekeit a stúdióba. Kesha tehetségét felfedezve, segített neki belejönni a zeneírásba. Később is támogatta lányát, így jó néhány dalt ő szerzett Kesha debütáló albumán, az Animal-on is.

### Karrier
Pebe az 1970-es években megírta az Old Flames Can't Hold a Candle to You-t Hugh Moffatt-tal, aki akkor a férje volt. A dal első helyen szerepelt a Billboard Hot Country Songs Chart-on. Kesha később édesanyja slágerét felénekelte a Deconstructed EP című albumán. 
Sebert sok dalt írt Kesha lányával együtt is, mint például a Stephen-t, a Your Love Is My Drug-ot, az Animal-t, a Cannibal-t, a Crazy Beautiful Life-ot; a Warrior-t, a Dirty Love-ot, a Wonderland-ot, a Gold Trans Am-t, az Out Alive-t; valamint a Time Of Our Lives-ot és a Disgusting-ot.
Szerepelt a The Simple Life című reality show egyik epizódjában is Nicole Richie és Paris Hilton mellett, akiknek az aktuális részben az volt a feladatuk, hogy férjet találjanak Pebe számára.

## Magánélete
Pebe férje Hugh Hoffmatt volt, akivel együtt írta az Old Flames Can't Hold a Candle to You-t. Három gyermeke van, Kesha, Louie és Lagan.

## Dalszövegírói közreműködés

### Kesha-val
- Animal
- Cannibal
- Your Love Is My Drug
- Crazy Beautiful Life
- Dirty Love
- Wonderland
- Warrior
- Stephen
- Gold Trans Am
- Out Alive
- Time Of Our Lives
- Disgusting

### Egyéb
- Old Flames Can't Hold a Candle to You - Dolly Parton
- Forever My Love - Stephen Allen Davis

## Fordítás
Ez a szócikk részben vagy egészben  a   Pebe Sebert című angol Wikipédia-szócikk ezen változatának fordításán alapul.  Az eredeti cikk szerkesztőit annak laptörténete sorolja fel. Ez a jelzés csupán a megfogalmazás eredetét és a szerzői jogokat jelzi, nem szolgál a cikkben szereplő információk forrásmegjelöléseként.